# Ivo Cicvárek
Ivo Cicvárek (* 20. května 1975) je český písničkář.
Vystudoval český jazyk a výtvarnou výchovu na Pedagogické fakultě Masarykovy univerzity a od roku 1998 do roku 2008 pracoval jako učitel na Gymnáziu třída kapitána Jaroše v Brně. Souběžně od roku 2003 doposud pracuje v ČT Brno jako dramaturg.
Hraje na klavír, kytaru a akordeon. V roce 1996 získal autorskou Portu. Vystupuje sólově nebo s volným uskupením OKO. Jako skladatel a textař také spolupracoval se skupinou Mošny (hostuje také na jejich albech) či s Žofií Kabelkovou. S ní a s Marcelem Křížem tvořil uskupení Panoptikum. Od roku 2008 zhudebňuje texty básnířky a šansoniérky Lady Šimíčkové, spolupracuje s textařem Petrem Sedláčkem a jinými. Koncem roku 2009 začal hrát s novou kapelou Leporelo. S Ladou Šimíčkovou složil píseň Adamov na album Jablkoně Sentimentální Němec (2013). Složil text písně Otázky pro stejnojmenné EP Lucie Redlové (2018). Byl také dramaturgem televizního pořadu zaměřeného na folkovou hudbu Na moll, pořadů Sólo pro, Blues ze Staré pekárny či Folk factory. Mimo hudební pořady připravuje soutěž pro střední školy Za školu, cykly Vzhůru dolů či Rajské zahrady II.
Od jara 2016 vystupuje v duu s violoncellistou Pavlem Čadkem.

## Diskografie
- sólová alba
  - Velký svět, 2013
- s OKEM
  - Vidět víc (Indies Records, 2000)
  - V letadle (Indies Records, 2002)
  - Banánové demo (2006)
- s Panoptikem
  - Panoptikum (Indies Records, 2005)
- s Ladou Šimíčkovou
  - Hotel v tiché ulici (Indies Scope, 2012)
  - Soukromé písně (vlastním nákladem, 2017)
- Ivo Cicvárek a Velký svět
  - Padá, 2020
- Ivo Cicvárek a Živo
  - Morytáty a romance, 2022
- samplery
  - Zahrada písničkářů (Indies Records, 2002)
  - Vytrženo z kontextu (2007)
  - Bongo BonBoniéra (2010) – píseň Mikuláši! s Ladou Šimíčkovou a OKEM

Ivo Cicvárek také hostuje na albu Nad Řípem se blýská (2015) dua Sova & Slamák.